# Joseph Gauß

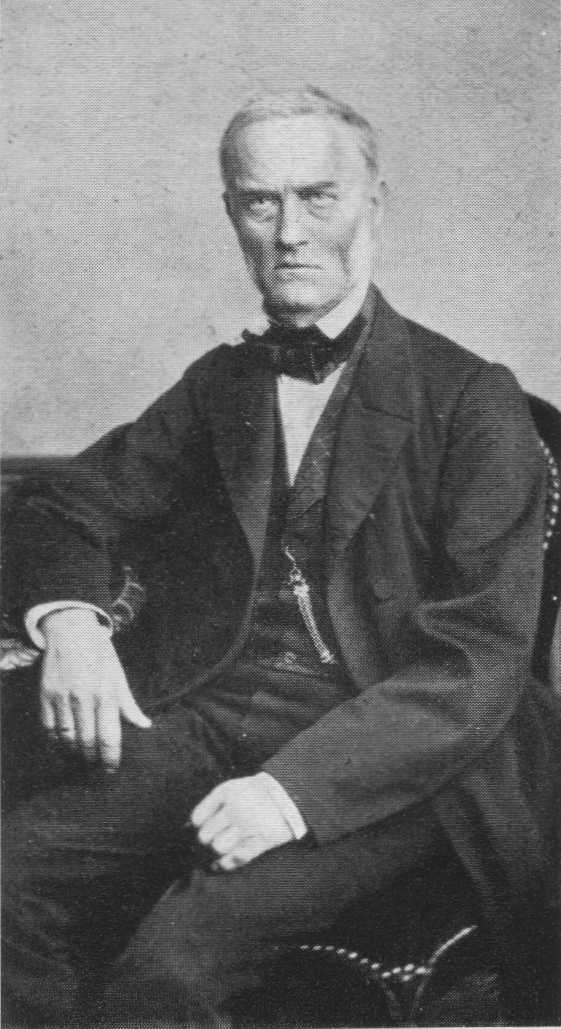
Joseph Gauß als Oberbaurat

Carl Joseph Gauß (geboren 21. August 1806 in Braunschweig; gestorben 4. Juli 1873 in Hannover) war ein deutscher Artillerieoffizier, Geodät, Eisenbahn-Bauingenieur und Baubeamter.

## Leben
Joseph Gauß wurde im Jahr 1806 als erstes Kind des Mathematikers, Astronomen und Geodäten Carl Friedrich Gauß (1777–1855) und dessen Frau Johanna Elisabeth Rosina, geborene Osthoff (1780–1809), in Braunschweig geboren. Seinen Vornamen Joseph erhielt er nach dem Astronomen Giuseppe Piazzi (1746–1826), dem Entdecker des Zwergplaneten Ceres.
Bereits als Jugendlicher unterstützte Gauß seinen Vater bei den Arbeiten zur Landesvermessung des Königreichs Hannover (Gaußsche Landesaufnahme), die dieser zwischen 1818 und 1826 vornahm. Nach kurzer Studienzeit an der Universität Göttingen trat er im Jahr 1824 als Kadett in das Artilleriekorps der Armee des Königreiches Hannover ein und wurde 1834 zum Premier-Lieutenant befördert.

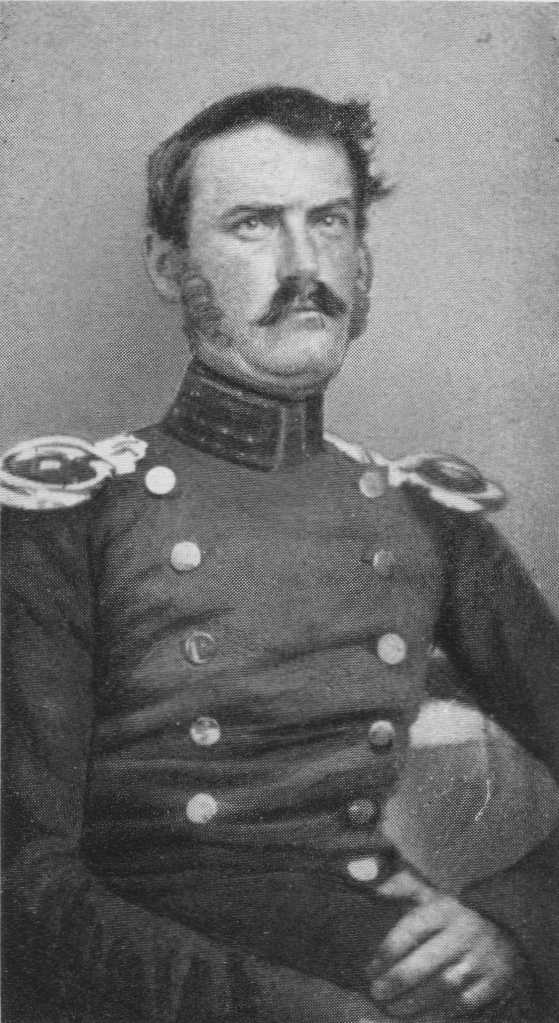
Joseph Gauß
als Artillerieoffizier

Während seines Militärdienstes fuhr er mit Triangulationsmessungen Hannovers fort und arbeitete ab 1832, gemeinsam mit dem Kartografen August Wilhelm Papen (1799–1858), an der Erstellung des Kartenwerks Topographischer Atlas des Königreichs Hannover und Herzogthums Braunschweig. Das Werk mit 66 Kartenblättern im Maßstab 1 : 100.000 wurde im Jahr 1847 herausgegeben.
Von April bis November 1836 bereiste Gauß die Vereinigten Staaten von Amerika, um das dortige Eisenbahnwesen zu studieren. Am 18. März 1840 heiratete er Sophie Friederike Erythropel (1818–1883) in Stade.
Nach 22 Jahren Dienstzeit schied er aus dem Militärdienst aus und trat im Oktober 1846 in den Dienst der 1843 gegründeten Direction der Königlich Hannoverschen Eisenbahn als Leiter für technische Arbeiten. In diesem Amt beeinflusste Gauß maßgeblich den Ausbau des Hannoverschen Schienennetzes.
Am 23. Februar 1855 erhielt Gauß, seinerzeit wohnhaft in der Artilleriestraße 6, um 2 Uhr morgens die telegrafische Nachricht vom Tod seines Vaters.
Um 1856 wurde Gauß zum Oberbaurat befördert.
Zuletzt wohnte der Ober-Baurat a. D., ausgezeichnet mit
- dem Königlich Preuischen Kronen-Orden dritter Klasse,
- dem Ritterkreuz des Hannoverschen Guelphen-Ordens und dem
- Hamburger Dankzeichen

in der Bel-Étage des Hauses Wilhelmstraße 5.
Joseph Gauß starb im Jahre 1873 in Hannover.

## Grabmal
Die Grabstelle mit dem heute denkmalgeschützten Grabmal des Landvermessers und Eisenbahn-Planers und dessen Ehefrau Sophie, um die sich Angehörige bis 1938 kümmerten, fiel anschließend an die Stadt Hannover zurück, die das etwa 1 Tonne schwere Monument aufgrund der Verdienste von Gauß jahrzehntelang dort beließ. Da der Stein aufgrund von Platznot in den 1970er Jahren abgeräumt werden sollte, stellte Werner Köhler (1910–2003), der Ehemann von Christa Köhler (geborene Gauß; 1912–2011), einen Antrag auf Umwidmung zum Ehrengrab, dem die Stadt jedoch nicht entsprach. Gemeinsam mit Karl Gauß (geboren 1936) gelang 1981 jedoch – auf Kosten der Nachfahren – die Umsetzung des Grabmals in die Nachbarschaft anderer bedeutender Grabstätten wie denen von Culemann, Wallbrecht, Laves und Kestner nahe des Friedhofseingangs an der Schiffgraben-Mauer. Mit erneutem Engagement und mit finanzieller Unterstützung der Gauss Gesellschaft Göttingen konnte eine Göttinger Firma für Natursteinverarbeitung das Grabmal schließlich im Juni 2021 an seinen ursprünglichen Standort zurückversetzen. Nach der Enthüllung des Denkmals durch Bürgermeister Thomas Hermann und Bezirksbürgermeister Lothar Pollähne und verschiedener Grußworte erläuterte Cordula Wächtler von der städtischen Friedhofsverwaltung den Anwesenden die Geschichte des Grabmals und des Friedhofes.